# Nealcidion bispinum
Nealcidion bispinum là một loài bọ cánh cứng trong họ Cerambycidae.